# شماره ۱۰ خیابان داونینگ

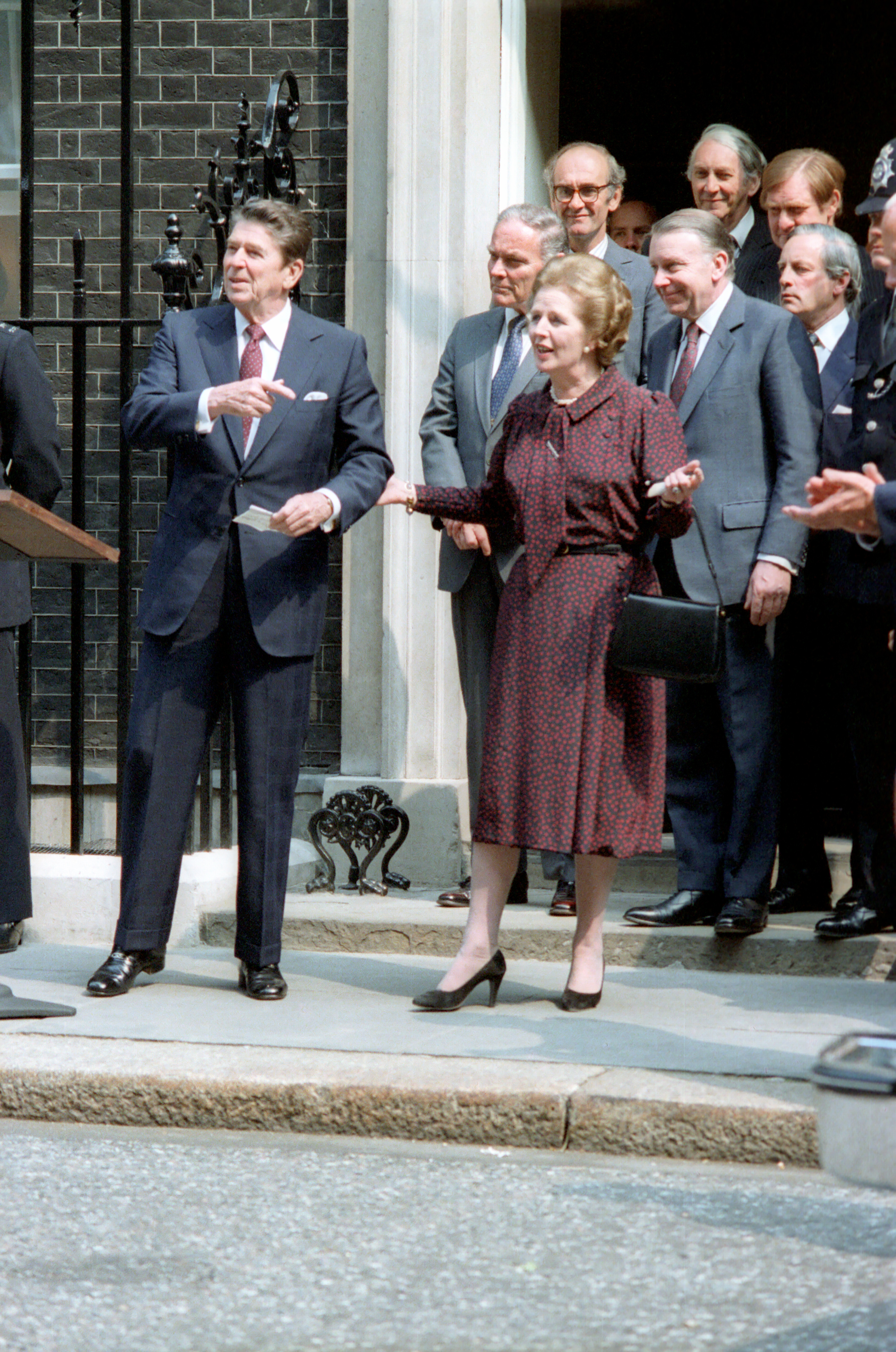
نخست وزیر مارگارت تاچر و رییس جمهور آمریکا رونالد ریگان در شماره ۱۰ خیابان داونینگ در ۱۹۸۲.

شمارهٔ ۱۰ خیابان داونینگ (به انگلیسی: ‎10 Downing Street) خانه و دفتر کار رسمی نخست‌وزیر و مرکز دولت پادشاهی در کشور بریتانیا است. این ساختمان در پلاک ۱۰ در خیابان داونینگ در منطقه شهری وست‌مینستر در لندن قرار دارد.
آدرس این ساختمان احتمالاً شناخته‌شده‌ترین آدرس در بریتانیا و یکی از مشهورترین آدرس‌ها در دنیا است.

## ویژگی‌ها
ساختمان شماره ۱۰ در خیابان داونینگ قدمتی ۳۰۰ ساله دارد و دارای یکصد اتاق است. خانه نخست‌وزیر در بخش خصوصی مسکونی آن در طبقه سوم، و آشپزخانه آن در زیرزمین قرار دارند. دیگر بخش‌های ساختمان به صورت اتاق‌های ملاقات، سالن‌های کنفرانس، سالن‌های پذیرایی رسمی و واحدهای اداری مربوط به امور دولتی است. نخست‌وزیر در این ساختمان کار می‌کند و از همین دفتر کارمندان دولت، میهمانان رسمی و فرستادگان خارجی را به حضور می‌پذیرد.
ساختمان شماره ۱۰ دارای یک حیاط اندرونی و یک تراس در سمت پشت ساختمان است که مشرف به باغی به مساحت نیم جریب (۲۰۰۰ متر مربع) است. این ساختمان در مجاورت پارک سنت جیمز و در نزدیکی کاخ وست‌مینستر و کاخ باکینگهام قرار دارد.